# Alcyone
Alcyone, 25 Tauri eller Eta Tauri (η Tauri förkortat Eta Tau, η Tau), som är stjärnans Bayer-beteckning, är den ljusstarkaste stjärnan i Plejaderna i stjärnbilden Oxen (Taurus på latin). Alcyone är ett stjärnsystem bestående av fyra stjärnor och huvudkomponenten är en stjärna i spektralklass B7 IIIe. Stjärnsystemets kombinerade ljusstyrka är av skenbar magnitud 2,9. Baserat på parallaxmätningar i Hipparcos-uppdraget på 8,1 mas beräknas den befinna sig på ca 440 ljusårs (136 parsek) avstånd från solen. Primärstjärnan Alcyone A har liksom flera av Plejadernas övriga B-stjärnor en hög rotationshastighet. 

## Nomenklatur
Namnet Alcyone härstammar från grekisk mytologi. Hon är en av de sju döttrarna till Atlas och Pleione som kallas Pleiaderna. År 2016 organiserade Internationella astronomiska unionen en arbetsgrupp för stjärnnamn (WGSN)  med uppgift att katalogisera och standardisera riktiga namn för stjärnor. WGSN:s första bulletin av juli 2016 innehåller en tabell över de första två satserna av namn som fastställts av WGSN där namnet Alcyone anges för denna stjärna. Den är nu införd i IAU:s Catalog of Star Names.

## Egenskaper
Primärstjärnan Alcyone A består av tre komponenter, den ljusaste är en blåvit jättestjärna av spektraltyp B som liknar många av de andra B-typstjärnorna i Pleiaderna. Den har en radie som är nästan 10 gånger större än solens radie. Effektiv temperatur är ca 12 000 K vilket ger en total utstrålning som är ca 2 000 gånger solens. Spektralklassen B7 IIIe anger att emissionslinjer förekommer i dess spektrum. Liksom många Be-stjärnor har Alcyone A en hög rotationshastighet på 149 km/s, vilket har skapat en gasformig skiva som omger stjärnan vid dess ekvator.
Närmaste följeslagare har en mycket liten massa och är separerad mindre än 1 millibågsekund, med en sannolik omloppstid på bara drygt fyra dygn. En andra stjärna har ungefär hälften av primärstjärnans massa och de är separerad med 0,031 bågsekunder, eller motsvarande avståndet från solen till Jupiter, och har en omloppsperiod på 830 dygn.